# Martín Cáceres
Pour l’article homonyme, voir Cáceres.
Cáceres  Silva est un nom espagnol. Le premier nom de famille, en général paternel, est Cáceres ; le second, en général maternel, souvent omis, est Silva.
José Martín Cáceres Silva, né le 7 avril 1987 à Montevideo, en Uruguay, est un footballeur international uruguayen qui joue au poste de défenseur central.

## Biographie

### En club
En février 2007, il signe un contrat de 5 ans en faveur du club de Villarreal, en provenance du club uruguayen du Defensor Sporting. Il est aussitôt prêté au club du Recreativo de Huelva.

#### FC Barcelone
Après une excellente saison avec le Recreativo de Huelva où il dispute 34 matchs et inscrit 2 buts, il rejoint, en juin 2008, le FC Barcelone pour une durée de 4 ans lors d'un transfert estimé à 16,5 M€.
Le 30 juillet 2009, après une saison où il a peu joué au Barça, Martín Cáceres est prêté pour un an à la Juventus. Le prêt comporte une option d'achat pour la Juve de 11 millions d'euros plus un de bonus.

#### Séville
Le 28 août 2010, Martín Cáceres est prêté par le Barça pour une saison au Séville FC avec une option d'achat. Le 30 mai 2011, Séville FC annonce qu'il fait valoir l'option d'achat de 3 millions d'euros sur Cáceres qui devient ainsi joueur de Séville à tous les effets.

#### Juventus
Le 27 janvier 2012, la Juventus officialise le retour de Caceres à Turin. L'Uruguayen arrive en prêt onéreux (1,5 million d'euros) avec option d'achat de € 8 millions à la fin de la saison. Il portera le numéro 4.
Le 8 février 2012, el Pelado (son surnom) joue son premier match de sa deuxième aventure à la Juventus contre le Milan AC au Stade San Siro dans le cadre de la demi-finale aller de la coupe d'Italie. Il y inscrit par la même occasion un magnifique doublé qui offre la victoire à la vieille dame.
En mai 2012, il est transféré définitivement à la Juventus de Turin pour quatre saisons.
À la suite de nombreuses blessures il quitte le club libre de tout contrat à l'été 2016. Il reste sans contrat pendant plus de 6 mois. Martín Cáceres rejoint finalement Southampton début 2017.

#### Hellas Vérone et Lazio
Le 4 août 2017, après deux matchs seulement disputés en Angleterre, Cáceres rejoint le Hellas Vérone pour une saison.
Le 8 janvier 2018, il signe à la Lazio.

#### Retour en prêt chez les Bianconeri
Le 25 janvier 2019, la Juventus FC officialise le retour sous la forme d'un prêt de Martín Cáceres pour un montant de 600 000 €. Il fait ses débuts avec la Vieille Dame le 2 février 2019, face au Parme Calcio, lors d'un match de Serie A 2018-2019, en tant que titulaire (match nul 3-3 à l'Allianz Stadium).

#### ACF Fiorentina
Le 30 août 2019, la Fiorentina officialise l'arrivée du défenseur uruguayen pour une saison. Il joue son premier match pour la Fiorentina face à son ancien club, la Juventus FC, le 14 septembre 2019 (0-0). Il inscrit son premier but pour la Fiorentina le 8 décembre 2019 contre le Torino FC, en championnat. Son équipe s'incline toutefois par deux buts à un.

#### Cagliari Calcio
Il signe à Cagliari le 2 septembre 2021.

#### Galaxy de Los Angeles
Le 24 août 2022, Martín Cáceres s'engage en faveur du Galaxy de Los Angeles, franchise de Major League Soccer, jusqu'à l'issue de la saison 2022.

### En sélection
Il dispute la Coupe du monde des moins de 20 ans de 2007 avec la sélection uruguayenne des moins de 20 ans.
Cáceres joua son premier match avec l'équipe première le 12 septembre 2007 lors d'un match amical contre l'Afrique du Sud soldé par un score de 0-0.
Il est convoqué par Óscar Tabárez pour participer à la Coupe du monde 2010, l'Uruguay se faisant sortir aux portes de la finale par les Pays-Bas sur un score de 3-2. Il remporta la Copa América 2011 l'année suivante. 
En 2013, il termine à la quatrième place lors de la Coupe des confédérations 2013.
Il participe à la Coupe du Monde 2014, où il est titulaire à tous les matchs de son équipe.
En juin 2018, il est sélectionné par Óscar Tabárez pour participer à la Coupe du Monde 2018. Cáceres y jouera les cinq matchs de l'Uruguay dans leur intégralité. Efficaces défensivement, Cáceres et ses coéquipiers forment la seule équipe à ne pas avoir encaissé de buts à l'issue des phases de groupes lors du tournoi. L'Uruguay s'incline néanmoins face à la France en quarts de finale.
Durant les Copa America 2019 et 2021, Cáceres est une nouvelle fois convoqué mais la Celeste sera éliminée en quarts-de-finale par deux fois. Sortie par le Pérou aux tirs-au-but en 2019 et par la Colombie de la même manière en 2021.
Le 10 novembre 2022, il est sélectionné par Diego Alonso pour participer à la Coupe du monde 2022.

## Statistiques
| Saison                | Club                        | Championnat           | Championnat | Championnat | Championnat | Coupe(s) nationale(s) | Coupe(s) nationale(s) | Coupe(s) nationale(s) | Supercoupe | Supercoupe | Supercoupe | Compétition(s) continentale(s) | Compétition(s) continentale(s) | Compétition(s) continentale(s) | Compétition(s) continentale(s) | Total | Total | Total |
| Saison                | Club                        | Division              | M.          | B.          | P.d.        | M.                    | B.                    | P.d.                  | M.         | B.         | P.d.       | Comp.                          | M.                             | B.                             | P.d.                           | M.    | B.    | P.d.  |
| 2006-2007             | Defensor Sporting Club      | Primera División      | 27          | 4           | 0           | -                     | -                     | -                     | -          | -          | -          | CL                             | 10                             | 0                              | 0                              | 37    | 4     | 0     |
| 2007-2008             | Recreativo de Huelva (prêt) | Liga                  | 34          | 2           | 0           | 2                     | 1                     | 0                     | -          | -          | -          | -                              | -                              | -                              | -                              | 36    | 3     | 0     |
| 2008-2009             | FC Barcelone                | Liga                  | 13          | 0           | 0           | 7                     | 0                     | 0                     | -          | -          | -          | C1                             | 3                              | 0                              | 0                              | 23    | 0     | 0     |
| 2009-2010             | Juventus (prêt)             | Série A               | 15          | 1           | 2           | 1                     | 0                     | 1                     | -          | -          | -          | C1                             | 5                              | 0                              | 1                              | 21    | 1     | 4     |
| 2010-2011             | Séville FC                  | Liga                  | 25          | 1           | 4           | 5                     | 0                     | 0                     | -          | -          | -          | C                              | 7                              | 0                              | 0                              | 37    | 1     | 4     |
| 2011-2012             | Séville FC                  | Liga                  | 14          | 1           | 1           | 4                     | 0                     | 1                     | -          | -          | -          | -                              | -                              | -                              | -                              | 18    | 1     | 2     |
| Sous-total            | Sous-total                  | Sous-total            | 39          | 2           | 5           | 9                     | 0                     | 1                     | -          | -          | -          | -                              | 7                              | 0                              | 0                              | 55    | 2     | 6     |
| 2011-2012             | Juventus                    | Série A               | 11          | 1           | 0           | 3                     | 2                     | 0                     | -          | -          | -          | -                              | -                              | -                              | -                              | 14    | 3     | 0     |
| 2012-2013             | Juventus                    | Série A               | 18          | 1           | 0           | 2                     | 0                     | 0                     | -          | -          | -          | C1                             | 2                              | 0                              | 0                              | 22    | 1     | 0     |
| 2013-2014             | Juventus                    | Série A               | 17          | 0           | 0           | 1                     | 1                     | 0                     | 1          | 0          | 0          | C1+C3                          | 3+8                            | 0                              | 1                              | 30    | 1     | 1     |
| 2014-2015             | Juventus                    | Série A               | 10          | 1           | 1           | 2                     | 0                     | 0                     | -          | -          | -          | C1                             | 2                              | 0                              | 0                              | 14    | 1     | 1     |
| 2015-2016             | Juventus                    | Série A               | 6           | 0           | 0           | 2                     | 0                     | 0                     | 1          | 0          | 0          | -                              | -                              | -                              | -                              | 9     | 0     | 0     |
| Sous-total            | Sous-total                  | Sous-total            | 62          | 3           | 1           | 10                    | 3                     | 0                     | 2          | 0          | 0          | -                              | 15                             | 0                              | 1                              | 89    | 6     | 2     |
| 2016-2017             | Southampton                 | Premier League        | 1           | 0           | 0           | -                     | -                     | -                     | -          | -          | -          | -                              | -                              | -                              | -                              | 1     | 0     | 0     |
| 2017-2018             | Hellas Vérone               | Série A               | 14          | 3           | 1           | 1                     | 0                     | 0                     | -          | -          | -          | -                              | -                              | -                              | -                              | 15    | 3     | 1     |
| 2017-2018             | Lazio Rome                  | Série A               | 6           | 1           | 1           | 2                     | 0                     | 0                     | -          | -          | -          | C3                             | 2                              | 0                              | 0                              | 10    | 1     | 1     |
| 2018-2019             | Lazio Rome                  | Série A               | 4           | 0           | 0           | -                     | -                     | -                     | -          | -          | -          | C3                             | 4                              | 0                              | 0                              | 8     | 0     | 0     |
| Sous-total            | Sous-total                  | Sous-total            | 10          | 1           | 1           | 2                     | 0                     | 0                     | -          | -          | -          | -                              | 6                              | 0                              | 0                              | 18    | 1     | 1     |
| 2018-2019             | Juventus (prêt)             | Série A               | 9           | 0           | 0           | -                     | -                     | -                     | -          | -          | -          | -                              | -                              | -                              | -                              | 9     | 0     | 0     |
| 2019-2020             | Fiorentina                  | Série A               | 27          | 1           | 0           | 3                     | 1                     | 0                     | -          | -          | -          | -                              | -                              | -                              | -                              | 30    | 2     | 0     |
| 2020-2021             | Fiorentina                  | Série A               | 29          | 2           | 0           | 2                     | 0                     | 0                     | -          | -          | -          | -                              | -                              | -                              | -                              | 31    | 2     | 0     |
| Sous-total            | Sous-total                  | Sous-total            | 56          | 3           | 0           | 5                     | 1                     | 0                     | -          | -          | -          | -                              | -                              | -                              | -                              | 61    | 4     | 0     |
| 2021-2022             | Cagliari Calcio             | Série A               | 14          | 1           | 1           | 1                     | 0                     | 0                     | -          | -          | -          | -                              | -                              | -                              | -                              | 15    | 1     | 1     |
| 2021-2022             | Levante                     | Liga                  | 10          | 0           | 0           | -                     | -                     | -                     | -          | -          | -          | -                              | -                              | -                              | -                              | 10    | 0     | 0     |
| 2022                  | LA Galaxy                   | MLS                   | 8           | 0           | 1           | -                     | -                     | -                     | -          | -          | -          | -                              | -                              | -                              | -                              | 8     | 0     | 1     |
| 2023                  | LA Galaxy                   | MLS                   | 15          | 2           | 0           | 3                     | 0                     | 0                     | -          | -          | -          | -                              | -                              | -                              | -                              | 18    | 2     | 0     |
| 2024                  | LA Galaxy                   | MLS                   | 15          | 0           | 0           | -                     | -                     | -                     | -          | -          | -          | LC                             | 1                              | 0                              | 0                              | 16    | 0     | 0     |
| Sous-total            | Sous-total                  | Sous-total            | 38          | 2           | 1           | 3                     | 0                     | 0                     | -          | -          | -          | -                              | 1                              | 0                              | 0                              | 42    | 2     | 1     |
| 2025                  | Club Libertad               | División Profesional  | 2           | 0           | 0           | -                     | -                     | -                     | -          | -          | -          | CL                             | 2                              | 0                              | 0                              | 4     | 0     | 0     |
| Total sur la carrière | Total sur la carrière       | Total sur la carrière | 344         | 22          | 11          | 41                    | 5                     | 2                     | 2          | 0          | 0          | -                              | 49                             | 0                              | 2                              | 436   | 27    | 15    |

### En sélection nationale
| Saison                | Sélection             | Phases finales                   | Phases finales | Phases finales | Phases finales | Éliminatoires CDM | Éliminatoires CDM | Éliminatoires CDM | Matchs amicaux | Matchs amicaux | Matchs amicaux | Total | Total | Total |
| Saison                | Sélection             | Compétition                      | M              | B              | Pd             | M                 | B                 | Pd                | M              | B              | Pd             | M     | B     | Pd    |
| --------------------- | --------------------- | -------------------------------- | -------------- | -------------- | -------------- | ----------------- | ----------------- | ----------------- | -------------- | -------------- | -------------- | ----- | ----- | ----- |
| 2007-2008             | Uruguay               | -                                | -              | -              | -              | 2                 | 0                 | 0                 | 4              | 0              | 0              | 6     | 0     | 0     |
| 2008-2009             | Uruguay               | -                                | -              | -              | -              | 7                 | 0                 | 0                 | 2              | 0              | 0              | 9     | 0     | 0     |
| 2009-2010             | Uruguay               | Coupe du monde 2010 4e           | 2              | 0              | 0              | 3                 | 0                 | 0                 | 1              | 0              | 0              | 6     | 0     | 0     |
| 2010-2011             | Uruguay               | Copa América 2011                | 5              | 0              | 0              | -                 | -                 | -                 | 7              | 1              | 0              | 12    | 1     | 0     |
| 2011-2012             | Uruguay               | -                                | -              | -              | -              | 5                 | 0                 | 1                 | 4              | 0              | 1              | 9     | 0     | 2     |
| 2012-2013             | Uruguay               | Coupe des confédérations 2013 4e | 4              | 0              | 0              | 2                 | 0                 | 0                 | 3              | 0              | 2              | 9     | 0     | 2     |
| 2013-2014             | Uruguay               | Coupe du monde 2014              | 4              | 0              | 0              | 3                 | 0                 | 0                 | 3              | 0              | 0              | 10    | 0     | 0     |
| 2014-2015             | Uruguay               | Copa América 2015                | -              | -              | -              | -                 | -                 | -                 | 2              | 0              | 0              | 2     | 0     | 0     |
| 2015-2016             | Uruguay               | Copa América Centenario          | -              | -              | -              | 4                 | 2                 | 0                 | 2              | 0              | 0              | 6     | 2     | 0     |
| 2016-2017             | Uruguay               | -                                | -              | -              | -              | -                 | -                 | -                 | 2              | 0              | 0              | 2     | 0     | 0     |
| 2017-2018             | Uruguay               | Coupe du monde 2018              | 5              | 0              | 0              | 4                 | 1                 | 0                 | 1              | 0              | 0              | 10    | 1     | 0     |
| 2018-2019             | Uruguay               | Copa América 2019                | 4              | 0              | 1              | -                 | -                 | -                 | 8              | 0              | 0              | 12    | 0     | 1     |
| 2019-2020             | Uruguay               | -                                | -              | -              | -              | -                 | -                 | -                 | 5              | 0              | 0              | 5     | 0     | 0     |
| 2020-2021             | Uruguay               | Copa América 2021                | 3              | 0              | 0              | 6                 | 0                 | 0                 | -              | -              | -              | 9     | 0     | 0     |
| 2021-2022             | Uruguay               | -                                | -              | -              | -              | 5                 | 0                 | 0                 | 2              | 0              | 0              | 7     | 0     | 0     |
| 2022-2023             | Uruguay               | Coupe du monde 2022              | 1              | 0              | 0              | -                 | -                 | -                 | 1              | 0              | 0              | 2     | 0     | 0     |
| Total sur la carrière | Total sur la carrière | Total sur la carrière            | 28             | 0              | 1              | 41                | 3                 | 1                 | 47             | 1              | 3              | 116   | 4     | 5     |

## Palmarès

### En club
| FC Barcelone (2) | Juventus FC (8) | Southampton FC                           | Los Angeles Galaxy (1)             | Club Libertad (1)                                         |
| --- | --- | ---------------------------------------- | ---------------------------------- | --------------------------------------------------------- |
| - Championnat d'Espagne : - Champion : 2009 - Ligue des champions : - Vainqueur : 2009 - Coupe d'Espagne : - Vainqueur : 2009 | - Championnat d'Italie : - Champion : 2012, 2013, 2014, 2015, 2016 et 2019 - Coupe d'Italie : - Finaliste : 2012 - Supercoupe d'Italie : - Vainqueur : 2013 et 2015 | - Coupe de la Ligue : - Finaliste : 2017 | - Major League : - Champion : 2024 | - Championnat du Paraguay : - Champion : 2025 (ouverture) |

### En sélection
Uruguay
- Copa América
  - Vainqueur en 2011

 Uruguay
- Coupe du monde
  - Demi-finale en 2010